# Вакуленко, Сергей Викторович
Сергей Викторович Вакуленко (род. 22 марта 1966) — советский, российский и американский системный программист, один из разработчиков советской операционной системы ДЕМОС, строитель первой в СССР и РФ частной компьютерной сети «Релком» и участник других компьютерных проектов.

## Биография
Родился в городе Прилуки Черниговской области 22 марта 1966 года.
В 1983—1989 годах обучался в МФТИ на факультете Управления и прикладной математики (ФУПМ МФТИ — ранее ФПМЭ).

## Деятельность
- с 1987 — ИАЭ им. И. В. Курчатова, инженер-программист
- 1989—1992 — МНИОПК «Демос», программист
- 1992—1994 — АО «Релком», программист
- 1994—2007 — КБ «Кроникс», программист
- 2008—2011 — ИТМиВТ, системный архитектор

В 2009 году был участником «Объединенной конференции РИФ+КИБ».
C 2011 года — MIPS Technologies, программист; с 2013 года — Imagination Technologies, программист.
Сергей Вакуленко — радиолюбитель. Его позывные: RN3ACK, позднее в США — KK6ABQ.

### Некоторые проекты
- Компилятор Си для советских ЭВМ БЭСМ-6 и Эльбрус-Б[5] (1987).
- «Демос Командер»[6] (1989) — интерактивная оболочка для Unix и Xenix.
- «SC» (1990) — электронная таблица для ОС ДЕМОС.
- «News-сервер»[7] (1992) — программное обеспечение для рассылки телеконференций Usenet по электронной почте.
- Русификация систем Xenix, Interactive Unix, X Windows, TeX[8] (1987—1996).
- Ряд драйверов для ОС FreeBSD и Linux, в том числе синхронный протокол SPPP (1992—1998).
- Эмулятор БЭСМ-6[9] (1991—2006).
- uOS[10] (2001—2009) — встраиваемая операционная система для микроконтроллеров AVR, MSP430, ARM, MIPS, i386.
- BKUNIX[11] (2006) — Юникс для БК-0010.
- «Bash Commander»[12] (2007) — интерактивная командная оболочка на основе стандартного Bash.
- Эмулятор М-20 (электронно-вычислительная машина)[13] (2008) — оживление советской ламповой ЭВМ.
- RetroBSD[14] (2011) — перенос 2.11BSD Unix на микроконтроллер Microchip PIC32.
- LiteBSD — вариант BSD 4.4 для микроконтроллеров и IoT.
- Микро-БЭСМ — повторение ЭВМ микро-БЭСМ на современной элементной базе.